# 18 de março na Igreja Ortodoxa
Esta página trata das comemorações relativas ao dia 18 de março no ano litúrgico ortodoxo.
Todas as comemorações fixas abaixo são comemoradas no dia 31 de março pelas igrejas ortodoxas sob o Velho Calendário. No dia 18 de março do calendário civil, as igrejas sob o Velho Calendário celebram as comemorações listadas no dia 5 de março.

## Santos

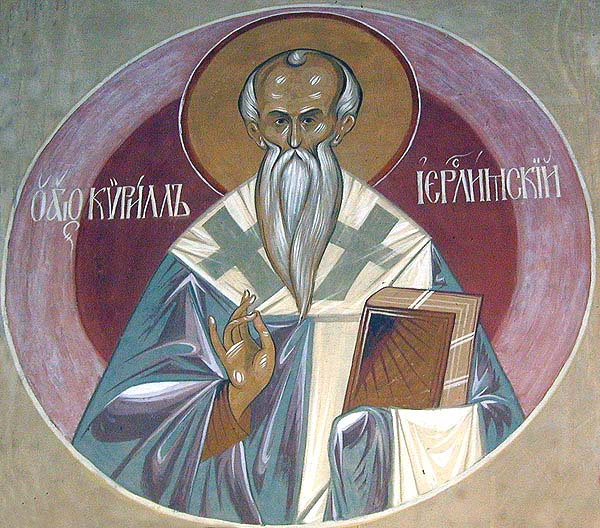
São Cirilo de Jerusalém.

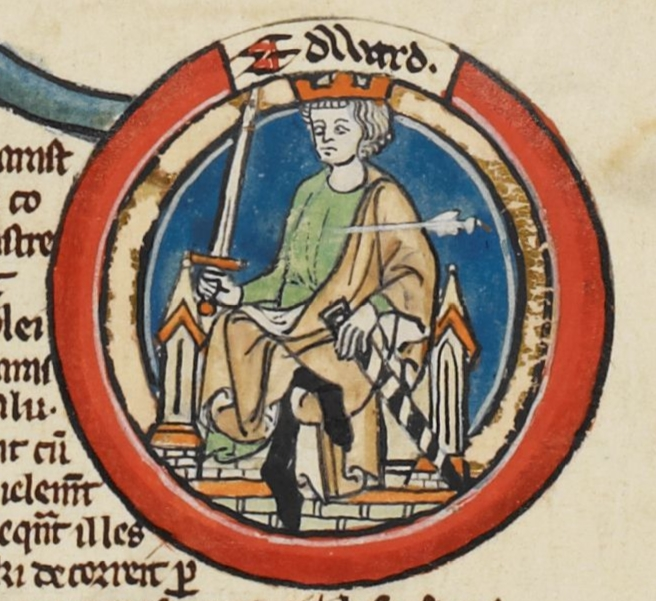
Santo Eduardo, o Mártir.

- Mártires Trófimo e Eucarpião, soldados, em Nicomédia (300)[1][2][3]
- Santos Narciso, bispo, e Félix, diácono, mártires honrados em Girona (c. 307)[4][5]
- Dez Mil Mártires de Nicomédia (Miríade dos Santos Mártires), pela espada[6][7][5]
- São Cirilo de Jerusalém, Arcebispo de Jerusalém (386)[1][8][9][5]
- Venerável Ananias (Aninus) o Taumaturgo, Hieromonge no Eufrates[1][10][11][12]
- São Tétrico, Bispo de Langres (572)[1][13]
- São Daniel, monge no Egito (século VI)[1][14]
- São Frediano (Frigidanus, Frigdianus), príncipe e eremita irlandês, Bispo de Luca[4][5]
- Santo Egberto (Ecgberht) de Ripon, Bispo de Lindisfarne (729)[4]
- Santo Eduardo, o Mártir, taumaturgo e Rei dos Ingleses (978)[1][15]
- São Cirilo de Astracã (1576)[1][16][17]
- Novo Hieromártir Demétrio Rozanov, Presbítero (1938)[13][18]
- Virgem-Mártir Natália Baklanova (1938)[13][18]
- Santa Maria de Paris, monja, que sofreu em Ravensbrück (1945)[1][13][19]

## Outras comemorações
- Repouso do Abade Marcos de Optina (1909)[1][20]
- Repouso do Venerável Nicolau de Ohrid e Žiča (1956)[21][22][23]